# HIGH PINE
株式会社HIGH PINE（ハイパイン、英: HIGH PINE Inc.）は、日本の声優事務所。

## 沿革
2017年10月に「株式会社PUGNUS」（パグナス）として、EARLY WINGの出資により設立された。2024年4月に立花理香がEARLY WINGへ移籍して所属者がいなくなり、公式サイトを閉鎖。EARLY WING傘下から独立し、同年6月6日付で社名を「株式会社HIGH PINE」に変更した。
同時期に声優マネジメントから撤退したサイバーエージェント傘下のDigital Doubleを退所した声優の大半を受け入れ、7月22日付でHIGH PINEとして業務を再開している。

## 所属声優
男性
- 塩口量平
- 保住有哉

女性
- 相良茉優
- 辻森梓咲
- 東城日沙子
- 中村温姫

### 過去の所属声優

#### PUGNUS時代の所属者
- 千田葉月
- 立花理香（現所属：EARLY WING）
- 町田美優（フリー）
- 望月麻衣（現所属：EARLY WING）

#### HIGH PINE以降の所属者
- 瀬戸桃子（現所属：トイズファクトリー）[4]